# Burg Pfalzgrafenstein

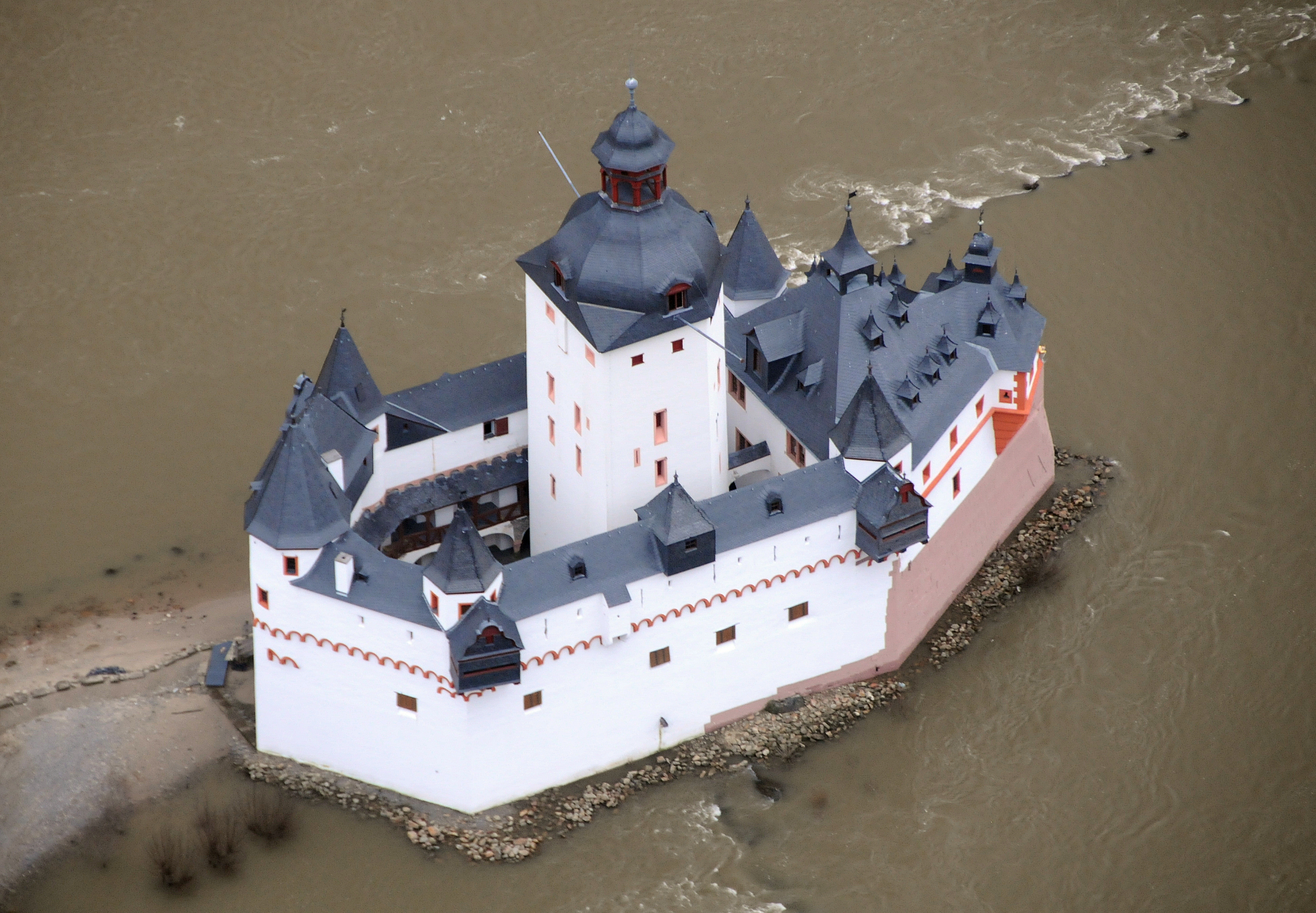
Luftbild der Burg

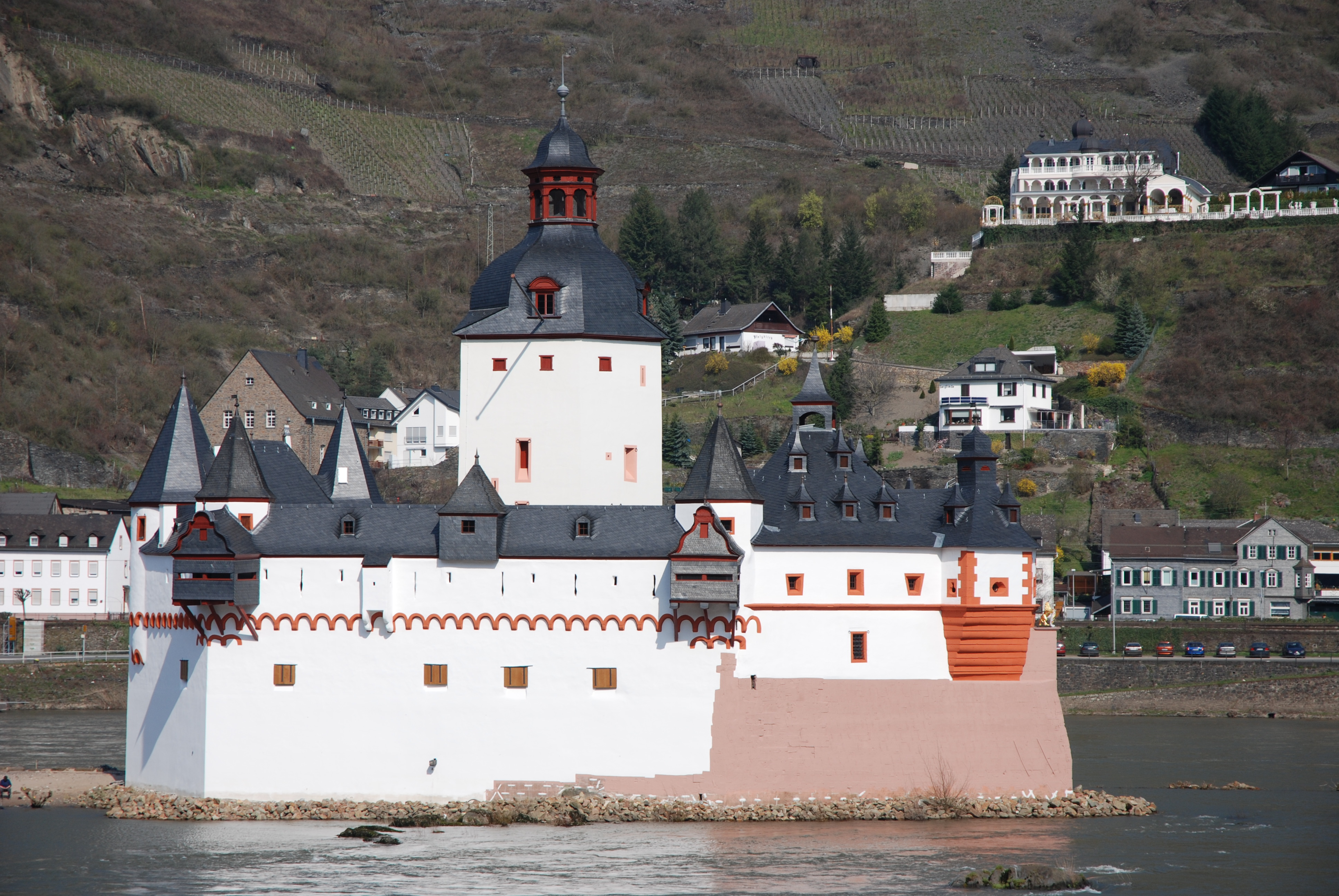
Burg Pfalzgrafenstein, wie sie von vorbeifahrenden Schiffen aus zu sehen ist

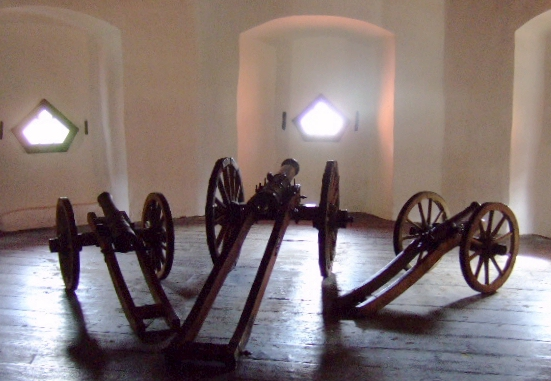
Innenansicht der Geschützbastion

Die Burg Pfalzgrafenstein, auch die Pfalz bei Kaub genannt, ist eine auf einer Felseninsel im Rhein bei Kaub errichtete Zollburg. Ihr ältester Teil ist der Turm, den Ludwig der Bayer, Pfalzgraf bei Rhein und späterer römisch-deutscher König und Kaiser, 1326 errichten ließ. Das Bauwerk hatte die Aufgabe, die Einnahme des Schiffszolls in der rechts-rheinisch gegenüber gelegenen Zahlstelle in Kaub zu überwachen. Wegen dieser Zweckbestimmung diente die Inselburg – anders als andere Burgen am Mittelrhein – nicht als Wohnstatt.
Pfalzgrafenstein gehört neben der Marksburg und der Burg Boppard zu den wenigen unzerstörten und kaum veränderten Burgen im Oberen Mittelrheintal. Weiterhin konnte durch dendrochronologische Untersuchungen eine exakte zeitliche Datierung erfolgen. 1803 kam die Burg unter Napoleon zum Herzogtum Nassau. 1867, nachdem beide Rheinseiten preußisch geworden waren, verließen die letzten Zollbeamten die Insel. Seit 2002 ist die Burg Pfalzgrafenstein Teil des UNESCO-Welterbes Oberes Mittelrheintal, des Weiteren ist sie ein geschütztes Kulturgut nach der Haager Konvention.

## Geografische Lage
Die Burg Pfalzgrafenstein steht als Inselburg auf der unter dem Namen Falkenau bekannten Felsinsel im Rhein, 110 Meter vom rechten und 160 Meter vom linken Rheinufer entfernt. Bedingt durch das vergleichsweise schmale und durch Felsen eingeengte Flussbett ist der linke Rheinarm in der Höhe der Pfalz bis zu neun Meter tief. Pfalzgrafenstein ist die am niedrigsten gelegene mittelalterliche Wehranlage am Mittelrhein. Von Kaub verkehrt eine Personenfähre zur Burg. Bei einem Wasserstand von mehr als 4,00 Meter am Pegel Kaub kann die Fähre nicht mehr an der Insel anlegen.
Bis zum Ausbau des Rheins im 19. Jahrhundert führte fast der gesamte Schiffsverkehr am rechtsrheinischen Ufer zwischen der Pfalz und der Stadt Kaub hindurch. Denn im linken Stromarm befand sich gut einen Kilometer oberhalb der Pfalz eine Stromschnelle, das wilde Gefähr, die nur bei guter Wasserführung für die Talfahrt passierbar war. Mithin waren die Stellungen für Katapultgeschütze und Kanonen schwerpunktmäßig auf das rechte Fahrwasser gerichtet. Nach Ausbauarbeiten in den 1970er Jahren verläuft die Fahrrinne nun links von Pfalzgrafenstein, in weitem Abstand vom Kauber Ufer. Die gegenwärtige Verkehrssituation lässt kaum noch erahnen, wie beherrschend zuvor die Stellung der Pfalz in Verbindung mit Kaub und der Burg Gutenfels hinsichtlich der Schifffahrt auf dem Rhein ehemals war.

## Geschichte
1277 kaufte Ludwig II., genannt „der Strenge“, Herzog von Bayern und Pfalzgraf bei Rhein aus dem Geschlecht der Wittelsbacher Burg (Gutenfels) und Stadt Kaub samt allen Rechten von den Herren von Falkenstein. Sein Nachfolger Pfalzgraf Ludwig IV., genannt „der Bayer“, betrieb die Zollstätte 1320 wieder und behielt den Rheinzoll für sich. 1324 wurde er als Gegenkönig des vom Papst bevorzugten Friedrichs des Schönen durch den in Avignon residierenden Johannes XXII. mit dem Kirchenbann belegt.
Um die Zollstätte abzusichern, baute Ludwig 1326/1327 zunächst den heute noch erhaltenen fünfeckigen Turm auf der Insel. Von 1339 bis 1342 wurde die 12 Meter hohe und bis zu 2,60 Meter dicke Ringmauer mit einem überdachten Wehrgang hinzugefügt. Zudem verfügt die Burg über ein Verlies, dessen Boden sich bei Hochwasser als Floß anhob. In der zweiten Hälfte des 15. Jahrhunderts erfolgte vermutlich eine Aufstockung des Turms mit Fachwerkbau, Ecktürmen und Satteldach.

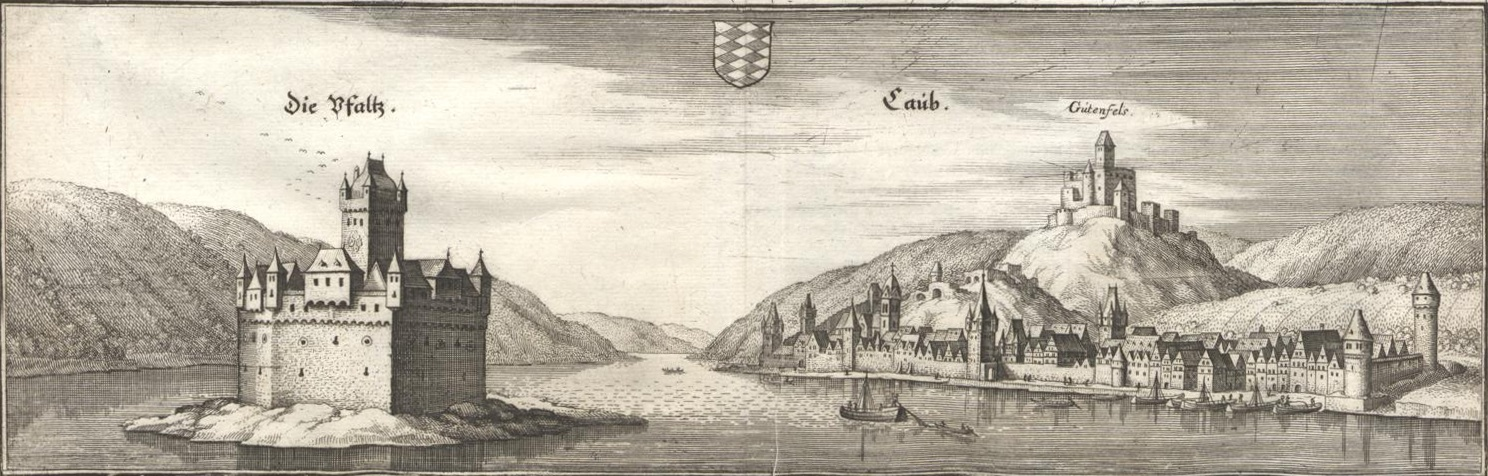
Die Pfaltz bei Caub mit Burg Gutenfels auf einem Kupferstich von Matthäus Merian 1645 (Topographia Palatinus Rheni)

Wegen wiederholter Beschädigungen durch Eisgang wurde dem Bauwerk im Strom an der rheinaufwärts gelegenen Seite 1606/1607 eine massive Spitze angebaut und durch Eisenklammern verstärkt; seitdem erweckt die Burg den Eindruck eines stromauf schwimmenden Schiffes. Der Anbau wurde genutzt, um auf der eisbrechenden Spitze eine Geschützplattform zu errichten, welche der Waffentechnik der damaligen Zeit entsprach. Unter dem oberen Wehrgang wurde ein zweiter angebaut, der mit Schießscharten für Handfeuerwaffen versehen ist. 1658 kamen noch Auslugerker zur Flankierung der Mauern hinzu.
Ihr heutiges Aussehen erhielt die Burg mit Aufsetzen des barocken Turmhelms 1714. Damit erreicht der Turm eine Höhe von 36 Metern. Am Jahreswechsel 1813/1814, während der Befreiungskriege, setzte der preußische Feldmarschall Gebhard Leberecht von Blücher an der Burg mit 60.000 Soldaten, 20.000 Pferden und 200 Geschützen über den Rhein, um die Truppen Napoléon Bonapartes zu verfolgen.

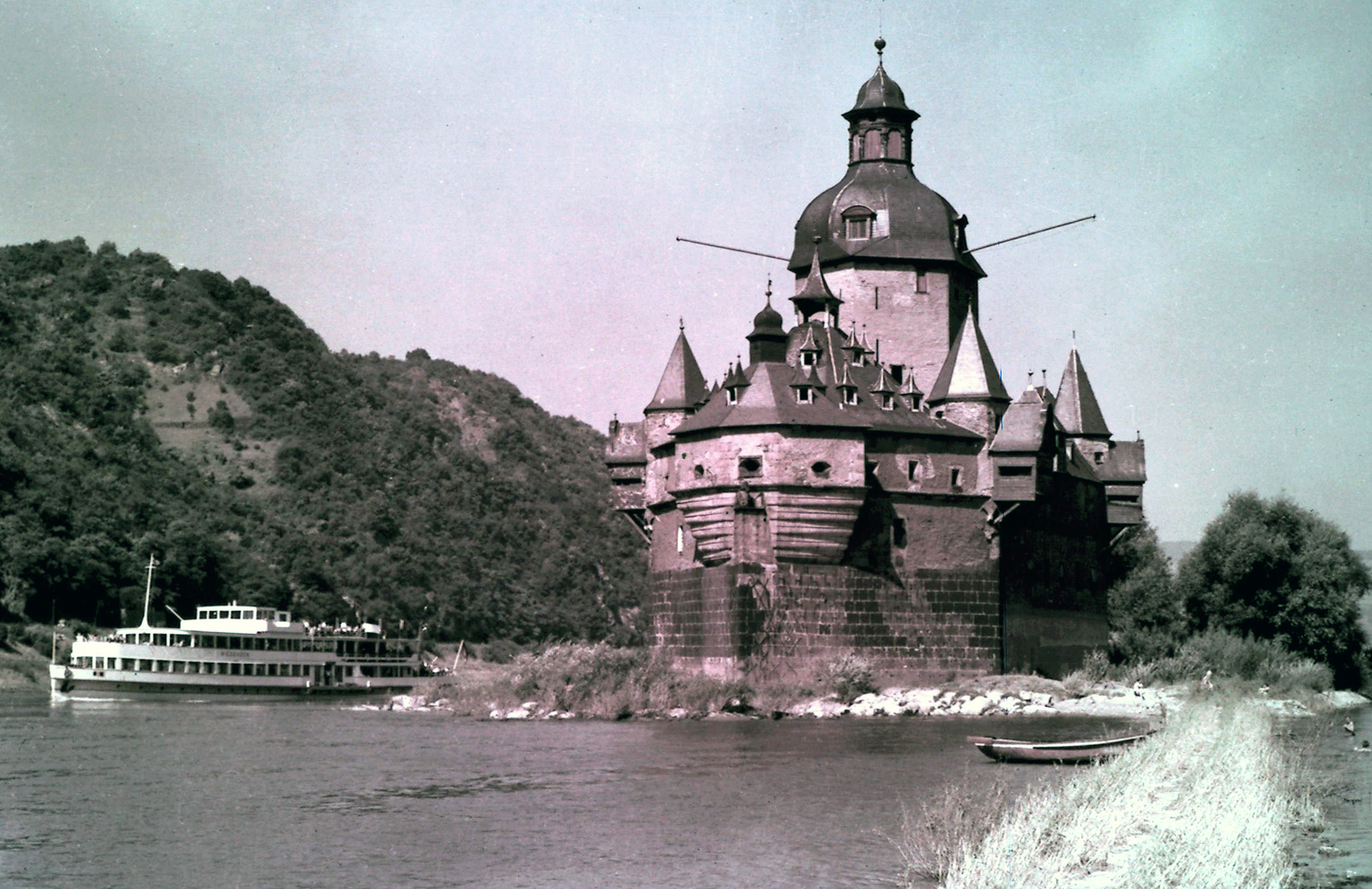
Pfalzgrafenstein im Dezember 1967

Bis zum Preußisch-Österreichischen Krieg war die Burg Zollstation und wurde anschließend bis in die 1960er Jahre als Signalstation für die Schifffahrt genutzt.

## Gegenwart

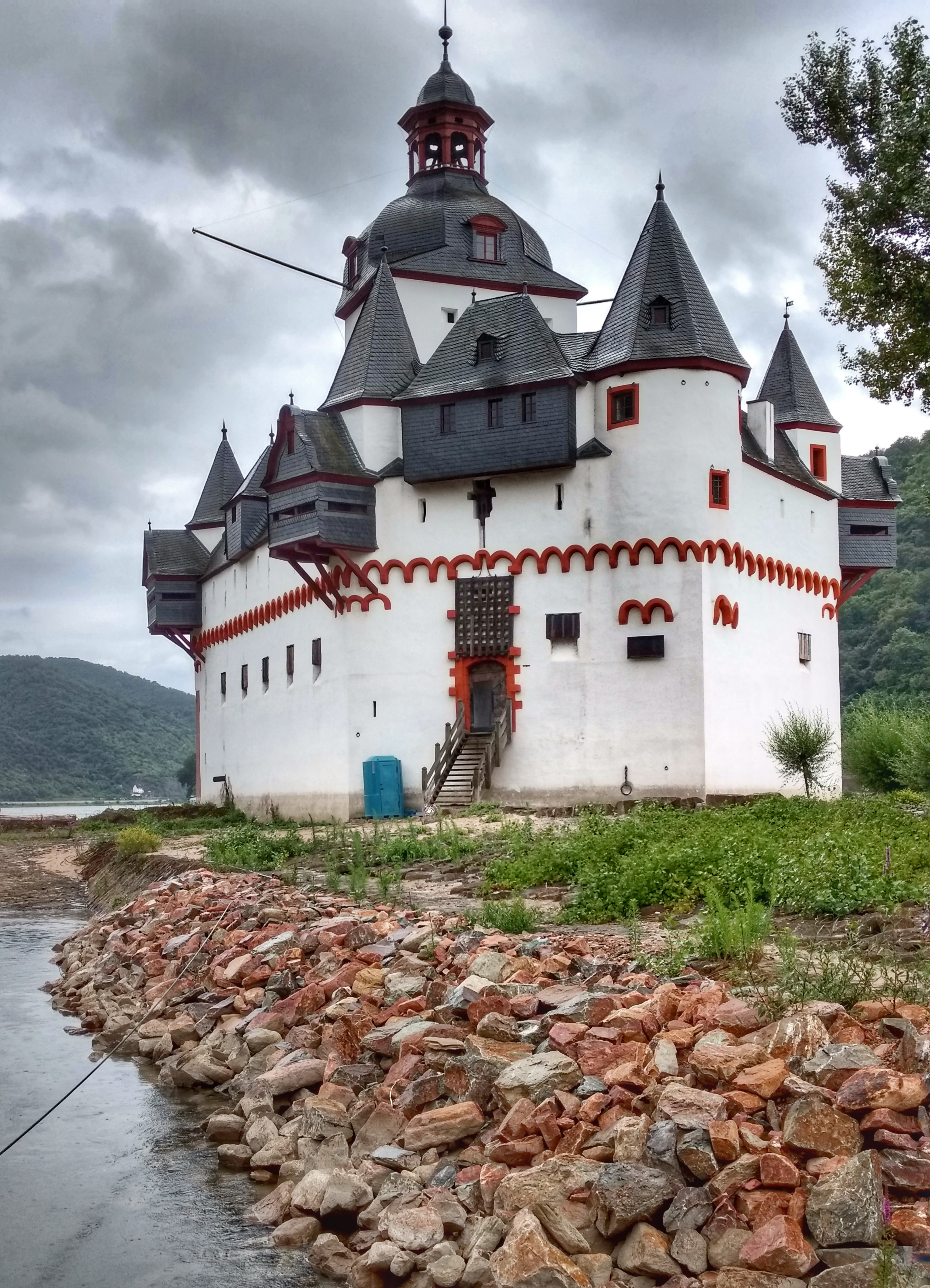
Pfalzgrafenstein im Juli 2017

Seit dem Nutzungsende als Signalstation ist die Burg Pfalzgrafenstein als touristisches Objekt im Besitz des Landes Rheinland-Pfalz. Sie untersteht der Organisation Burgen, Schlösser, Altertümer Rheinland-Pfalz, seit 1998 Nachfolgeorganisation der staatlichen Burgen- und Schlösserverwaltung Rheinland-Pfalz. Sie ist für Besucherverkehr zugänglich und über eine regelmäßig verkehrende Personenfähre von Kaub aus erreichbar. Zudem gehört Pfalzgrafenstein zu den „Meisterwerken zwischen Rhein und Mosel“. Gelegentlich finden hier kulturelle Veranstaltungen statt. Seit 2007 ist das Gebäude nach der Restaurierung wieder mit einem historisch belegten Farbanstrich versehen und kann bei Dunkelheit angestrahlt werden.